# Santa María de la Vega
Santa María de la Vega è un comune spagnolo di 476 abitanti situato nella comunità autonoma di Castiglia e León.